# Murina feae
Murina cineracea — вид ссавців родини лиликових. Спочатку описаний як новий вид M. cineracea в 2011 році, але порівняння з голотипом M. feae показало, що це один і той же вид, і, отже, вид має називатись M. feae. Видовий епітет присвячений досліднику з Турину Леонардо Феа (італ. Leonardo Fea), який захопив голотип у М'янмі.

## Опис
Кажан невеликого розміру, з довжиною голови і тіла між 35 і 48 мм, довжина передпліччя між 27,5 і 36 мм, довжина хвоста 35,8 мм, довжиною від 7,9 фут мм, довжина вух від 12 до 15 мм і масою до 6,4 гр.
Шерсть довга і тягнеться на крилах до висоти ліктів і колін. Спинна частина світло-сіра з основою волосся темно-коричневою, черевна частина білого кольору з основою волосся темно-коричневою. Морда вузька, видовжена, з виступаючими ніздрями. Очі дуже малі. Вуха закруглені, козелка в довжину приблизно половини вуха і тонкі. Крила прикріплені до задньої частини основи великого пальця клешні. Ступні маленькі й покриті волосками. Хвіст довгий і повністю включені у велику хвостову мембрану, яка знизу покрита білуватими волосками. Калькар довгий.

## Проживання
Живе в Південній Азії, включаючи Пакистан, на півночі Індії, Бірмі, Таїланді, Лаосі та В'єтнамі. Він живе у змішаних вічнозелених і листяних лісах між 300 і 1230 метрів над рівнем моря.

## Звички
Харчується комахами.